# بالخاثر
بالخاثر هي قرية صغيرة على الطريق الرئيسي تقع 40 كيلومتر إلى الغرب من مدينة طبرق وهي فرع بلدي يتبع بلدية طبرق إداريا.
تم في الفترة القصيرة الماضية الماضية الاهتمام بالمنطقة، فقد تم إنشاء عدة منشآت حكومية لغرض خدمة سكان المنطقة وما جاورها.
تضم المنطقة مستشفى قروي يفي بالمتطلبات الضرورية وتجرى فيه بعض العمليات بشكل يومي.